# Цитохромоксидаза-2
COX2 (англ. Cytochrome c oxidase subunit II) – білок, який кодується однойменним геном, який у людей є частиною мітохондріальної ДНК. Довжина поліпептидного ланцюга білка становить 227 амінокислот, а молекулярна маса — 25 565.
| 10         |  | 20         |  | 30         |  | 40         |  | 50         |
| ---------- |  | ---------- |  | ---------- |  | ---------- |  | ---------- |
| MAHAAQVGLQ |  | DATSPIMEEL |  | ITFHDHALMI |  | IFLICFLVLY |  | ALFLTLTTKL |
| TNTNISDAQE |  | METVWTILPA |  | IILVLIALPS |  | LRILYMTDEV |  | NDPSLTIKSI |
| GHQWYWTYEY |  | TDYGGLIFNS |  | YMLPPLFLEP |  | GDLRLLDVDN |  | RVVLPIEAPI |
| RMMITSQDVL |  | HSWAVPTLGL |  | KTDAIPGRLN |  | QTTFTATRPG |  | VYYGQCSEIC |
| GANHSFMPIV |  | LELIPLKIFE |  | MGPVFTL    |  |            |  |            |

A: Аланін

C: Цистеїн

D: Аспарагінова кислота

E: Глутамінова кислота

F: Фенілаланін

G: Гліцин

H: Гістидин

I: Ізолейцин

K: Лізин

L: Лейцин

M: Метіонін

N: Аспарагін

P: Пролін

Q: Глутамін

R: Аргінін

S: Серин

T: Треонін

V: Валін

W: Триптофан

Задіяний у таких біологічних процесах, як транспорт, транспорт електронів, дихальний ланцюг. 
Білок має сайт для зв'язування з іоном міді, іонами металів. 
Локалізований у мембрані, мітохондрії, внутрішній мембрані мітохондрії.